# 서울양평고속도로
서울양평고속도로(노선 미정)는 서울특별시 송파구와 경기도 양평군을 이을 예정이었던 대한민국의 고속도로이다. 노선 변경에 대한 논란으로 원희룡 국토교통부 장관이 일단 취소시켰다.

## 같이 보기
- 김건희